# Neorthacris palnensis
Neorthacris palnensis är en insektsart som först beskrevs av Boris Petrovich Uvarov 1929.  Neorthacris palnensis ingår i släktet Neorthacris och familjen Pyrgomorphidae. Inga underarter finns listade i Catalogue of Life.